# Петя Кабакчиева
Петя Любомирова Кабакчиева е българскa социоложка, професор в катедра Социология във Философски факултет на Софийски Университет „Св. Климент Охридски“. Работи в областите на политическата социология, социология на гражданския сектор, регионалните изследвания, миграцията, образованието и много други. Председател на настоятелството на Институт „Отворено общество – София“ (2006 – 2010). Председател на Българската социологическа асоциация (2014 – 2017). От 2017 година е председател на Националната агенция за оценяване и акредитация.

## Биография
Петя Кабакчиева е родена през 1956 г. в София. Дъщеря е на актьора Любомир Кабакчиев и Мария Кабакчиева. Завършва Английската гимназия в София през 1975 г. За ученическия си опит, за младостта си, за личния си живот Петя Кабакчиева разказва в интервю за сп. „Пирон“.
Тя е съпруга на проф. Райчо Пожарлиев , философ и преподавател в СУ, и майка на Любомир Пожарлиев, който споделя интереса на родителите си към изследователската работа и се посвещава на академична кариера в Германия.
Петя Кабакчиева завършва Философия с профил Социология във Философски факултет на Софийски Университет, след което работи в Младежкия институт и се завръща в катедра Социология на Софийски университет (първата катедра по Социология в България, основана от проф. Любен Николов) през 1987 година. Преподавателите в катедрата успяват да създадат общност, удържана от каузата за разбиране на социалното и едновременно с това приемащи разнообразието като норма не просто на академичното знание, но и на промисленото гражданско поведение.
В академичния си път Петя Кабакчиева специализира в редица международни академични институции като Университета Билефелд, Германия, Колежа на Европа в Брюж, Белгия, Дом на науките за Човека, Париж, Франция, Институт за науките за човека, Виена, Австрия и други.
Петя Кабакчиева е член на Международната социологическа асоциация, както и на Българската социологическа асоциация, на която е председател от 2014 до 2017 година. Тя е един от основателите на Асоциация за социални изследвания и приложни изследователски практики (АСИ)  и неин председател от 2001 – 2003 година. Член е на Световната асоциация за изследвания чрез участие между 2000 – 2005 година.
Петя Кабакчиева е част от експертния съвет на Центъра за академични изследвания, София, а преди това и член на Специализирания научен съвет по социология, антропология и науки за културата (2004 – 2007).
Наред с академичната си кариера проф. Петя Кабакчиева се ангажира с инвестиции в реална промяна на обществото ни. Пример за това са не само докладите ѝ по публични политики, но и нейните институционални ангажименти, както с Институт „Отворено общество – София“, където е член на настоятелството (2003 – 2010; 2015 – 2017) и негов председател (2006 – 2010), така и с Националната агенция за оценяване и акредитация, на която е председател от 2017 година.
Доказателство за значимостта на академичните, изследователски граждански приноси на проф. Петя Кабакчиева е публикуваният през 2022 юбилеен сборник в нейна чест „Социологията като граждански ангажимент. Юбилеен сборник за 65 годишнината на Петя Кабакчиева“, Университетско издателство „Св. Климент Охридски“. Премиерата на сборника се състоя на 11 май 2022. 

## Научни приноси
Изследванията и многобройни публикации на Петя Кабакчиева са свързани с разнообразие от проблематики, централни за социологията и социалните науки, за които разработването на добра социология на властта и на идеологиите е от основно значение, особено днес. Нейните авторски текстове са в областта на теорията на комунистическите общества и историческата социология на българския комунизъм, теории за модерността и т. нар. теория на демокрацията, изследвания на институциите и на институционалните промени в европейски контекст, анализ на съвременни тенденции на развитие на гражданското общество и на кризите на традиционните демократични модели, теория на националната и европейската идентичност, изследвания на транснационалните мобилности и на структурните трансформации на биографичните шансове на различни групи и др.. Разнообразието от изследователски интереси на проф. Кабакчиева е сравнимо само с разнообразието от колеги, с които тя успява да работи. Тя участва в много и различни изследователски екипи (национални и международни) и често публикува в съавторство с тях.  Нейни текстове са публикувани на български, английски, немски, френски и шведски.

### Политическа социология
Докторската работа на Петя Кабакчиева „Политическа власт и елит/и/. Българският преход: 1989 – 1997 г.“ се е превърнала в класически текст, задаващ основни подходи в изследването на елитите. Тя анализира трансформацията на елитите след 1989-та година в България, изследва появата на нови политически актьори и интерпретира новите популизми. Едновременно с това, Петя Кабакчиева проследява, както теоретично, така и емпирично, конструирането на гражданско общество в България, проблематизира гражданския сектор, отношенията на гражданите с държавата, като допринася и със собствените си граждански действия за формирането на активно гражданско общество.

### Национални идентичности, европейско гражданство и множествени глокалности
Друга устойчива изследователска посока в работата на Петя Кабакчиева е усилието по разбиране и интерпретиране на множествеността на идентичностните проекти. Тя анализира новите национализми, измеренията на европейските идентичности, процесуалността на културните идентичности, проблематизира регионализмите. Тя открива потенциала на пост-колониалните парадигми за разбирането и изследването на пост-комунистическите съвременни общества, който принос отбелязва водещата изследователка по темата Гаятри Спивак.

### Социология на миграцията
Занимавайки се с раздвижването на идентичностите, естествено се появява и интересът на Петя Кабакчиева към раздвижването на хора. Социология на миграцията е другото изследователско поле, към което тя допринася изследователски като анализира не просто ефектите от мобилността на социалните актьори, но фокусира вниманието си и върху онези социални актьори, обречени на неподвижност и понасящи ефектите на мобилните други. Нека тук да споменем трайните ѝ изследователски усилия да интерпретира социалната съдба на децата с мобилни родители, както и опитите ѝ да предложи публични политики и да ангажира институциите с тези деца.

### Социални неравенства
Гражданският ангажимент в изследователската работа на Петя Кабакчиева, обяснява и друг неин устойчив интерес, а именно към бедността и социалните неравенства. През изследвания на бедността, трансформациите и социалните шансове на социалните актьори, Петя Кабакчиева се ангажира с промени в социалните политики в България. Интересът ѝ към социалните неравенства се фокусира върху възможностите на образователната сфера да гарантира равен шанс на всички деца, като отново изследователското усилие е ориентирано едновременно към разбиране на случващото се и към промяна на публичните политики.

### Комунистически модерности
Петя Кабакчиева поставя под въпрос инструментите, с които провеждаме изследвания, търси необходимостта от локализация и иновативност на теоретичните понятия, с които мислим специфични социални реалности. Именно затова допринася за информираността на българската академична публичност за колониалните и пост-колониалните изследвания като ресурси за интерпретация на специфичната българска реалност. В тази посока могат да се впишат и изследователските ѝ усилия по разбиране и интерпретация на пост-комунистическото българско общество, което проф. Кабакчиева предлага да мислим като форма на специфична модерност.

## Преподавателска дейност
Универститетски курсове и програми
Преподавателската биография на Петя Кабакчиева е плътно свързана с катедра Социология на СУ. Тя води курсове по Обща социология, Социология на социалната регулация, Социология на властта, Социология на идеологиите, Социология на гражданското участие, Гражданско участие и граждански контрол
Проф. Кабакчиева активно съдейства за формирането на първите магистърски програми на специалност Социология и е ръководител на някои от тях: МП Социологическа диагностика на съвременността, МП Политическа социология. Петя Кабакчиева инвестира усилия в студентски практики, чрез които студентите се включват в изследвания и научават, участвайки, изследователския занаят. Накратко, проф. Петя Кабакчиева е отдаден и щедър преподавател, благодарение на когото поколения студенти са се превърнали в уважавани социални учени; личен разказ за преподавателската работа и обичта към студентите може да бъде открит в интервю за локална, казанлъшка медиа.
Учебници за средното образование
Наред с академичната си преподавателска дейност, Петя Кабакчиева инвестира усилия и в полето на средното образование. Тя е сред съавторите на първия учебник по Социология, издаден през 1992 година.
Години по-късно разработва и учебници по Свят и личност и учебници по Гражданско образование , въвеждането на което приема като своя лична кауза.

## Публикации
- Преходът: елити и стратегии. 1996 Университетско издателство „Св. Климент Охридски“. (В съавторство с Духомир Минев)
- Russia and Bulgaria : Farewell democracy. 1996 (В съавторство с Георги Димитров и Ж. Кьосев) LIK. ISBN 954-607-077-7
- 'The New Political Actors and Their Strategies'. 1996 In J.Coenen-Huther (ed.), Bulgaria at the Crossroads] New York: Nova Science Publishers. ISBN 9781560723059
- 'Конституиране и развитие на основните политически субекти: 1989 – 1994'. 1998 В Дайнов, Е. и Д. Кюранов (съст.) За промените – сборник Център за либерални стратегии
- 'Die neuen politischen Eliten'. 1999 In Krämer, L. (Hrsg.) Bulgarien im Übergang. Sozialwissenschaftliche Studien zur Transformation, Bergisch-Gladbach. ISBN 9783931219062
- Гражданското общество срещу държавата: българската ситуация. 2001 ЛИК. ISBN 954-607-408-Х
- The Constitution Of The Civil Sector In Bulgaria After 1989. Between Business Enterprise And Civic Participation' 2005 In Ayata, A., & Ergun, A. Black Sea politics: political culture and civil society in an unstable region. Bloomsbury Publishing. pp. 141 – 154. ISBN 1845110358
- Civil Society in Bulgaria: NGOs versus Spontaneous Civic Activism 2012 (co-author with Dessislava Hristova). Open Society Institute
- Europe of National Cultures of „Europe“ of Social Status Differences? 2004 In Kabakchieva, P. and R. Avramov (eds.) „East“ – „West“ cultural encounters: Entrepreneurship, governance, economic knowledge Изток-Запад ISBN 954-321-033-0
- The European identity, studied or constructed. On everyday perceptions, constructed categorisations and identities. 2017 In Rouet, G. & M. Stoicheva (eds.) Identités, Démocraties, Frontières]. Paris: L’Harmattan, 75 – 92 ISBN 978-2-343-12199-4
- Появата на „Евролокалното“ 2006 В Димитров, Г. (съст.) Иновативна социология Университетско издателство „Св. Климент Охридски“ ISBN 9789540725821
- Предизвикателствата на постколониализма, видени от посткомунистически интелектуалец. 2009 В: Стефанов, И., М. Минева (съст.). Социологията пред предизвикателството на различията: Сборник, посветен на 30-годишнината на катедра „Социология“ Университетско издателство „Св. Климент Охридски“ 94 – 105. ISBN 978-954-07-2829-2
- Комунистическите модерности. Българският случай]. 2016 Университетско издателство „Св. Климент Охридски“ ISBN 978-954-07-4165-9
- Комунистическа идеология, социална структура и социални неравенства в България 2009 В Знеполски, Ив. (съст.) История на Народна република България ИИБМ и Сиела ISBN 9789542805861
- Rethinking Communism: Social Approaches to Comprehending "That Society' in Post-communist Bulgaria]. 2010 In Todorova, M. (ed.) Remembering Communism. Genres of Representation. New York: SSRC ISBN 9780979077265
- Българският комунизъм в индивидуалната и институционална памет. 2013 В Груев М., Мишкова Д. (съст.) Българският комунизъм: дебати и интерпретации Център за академични изследвания ISBN 9789543204342
- How Is Communism Remembered in Bulgaria? Research, Literature, Projects]. 2014 (co-author with Iskra Baeva) In M. Todorova, A. Dimou, and S. Troebst (eds) Remembering Communism. Private and Public Recollections of Lived Experience in Southeast Europe, 71 – 96. ISBN 9789633860328
- (Не)възможният синдикализъм. Строители и учители през комунизма. 2019 (в съавторство с Пепка Бояджиева) ИИБМ и Сиела ISBN 978-954-28-2796-2
- За понятията или как да анализираме „комунистическите“/"социалистическите" страни. 2021 В Колева, С., Бояджиева, П., Коларова, Р. (съст.) Да отместваш бариери. Дисциплини, епохи, поколения. Сборник в чест на Петър-Емил Митев Университетско издателство „Св. Климент Охридски“ ISBN 9789540751818
- Съпротивите по времето на комунистическия режим – теоретични питания. 2021 В Грекова, М, Кабакчиева, П., Христов, М., Якимова, М. (съст.) Време и памет. Юбилеен сборник за 70-годишнината на Лиляна Деянова Университетско издателство „Св. Климент Охридски“ ISBN 978-954-07-5287-7
- Съпротивляващият се човек – всекидневието срещу комунистическия режим. 2021 В Груев, М. (ред.) Преподреждане на обществото. Страници от социалната история на комунизма в България ИИБМ и Сиела ISBN 978-954-28-3701-5
- Migration trends in selected EU applicant countries: Bulgaria: the social impact of seasonal migration. 2003 (co-author with R. Guentcheva and P. Kolarski) (2003). International Organization for Migration. ISBN 92-9068-181-0
- Temporary migrants: beyond roles, across identities. 2009 In Alexander Kiossev, Petya Kabakchieva (eds) „RULES“ AND „ROLES“ Fluid Institutions, Hybrid Roles and Identitiesin East European Transformation Processes(1989 – 2005) 297 – 319 ISBN 9783643800084
- Пространствена мобилност и социални неравенства. 2010 Годишник на Софийски университет „Св. Климент Охридски“ Книга Социология т. 102.
- Конструиране на норма или на група в риск: децата от транснационалните семейства. 2014 В По стъпките на Другия. Сборник в чест на Майя Грекова Просвета, 62 – 79. ISBN 9789540130590
- Мобилни хора срещу статични институции]. 2015 (в съавторство с Грекова, М., М. Минева, Н. Денева) Център за либерални стратегии – Фондация „Риск-монитор“ ISBN 978-954-2914-40-2
- Ефекти върху децата, оставени от родители, които работят и живеят в чужбина. 2016 (съавторство с Калоян Харалампиев, Албена Стамболова, Елена Стойкова, Татяна Томова, Стефан Попов, Васил Гарнизов, Георги Ангелов, Рада Смедовска, Надежда Бозакова) УНИЦЕФ България ISBN 978-954-92855-0-5
- Bulgaria: Consultations with the Poor. 1999 (co-author with Iliev, I., Konstantinov, Y) Report Prepared for the Global Synthesis Workshop, September 22 – 23, 1999, Poverty Group, PREM, World Bank Global Synthesis Workshop 25/5/1999. Washington: World Bank
- Bulgaria: Reeling from Change. 2002 (co-author with Iliev, I., Konstantinov, Y) In D. Narayan. D. and P. Petesch (ed.) Washington, D.C.: The International Bank for Reconstruction and Development/The World Bank. ISBN 0-585-45643-7
- Социална оценка на достъпа до основно образование в България. 2002 (в съавторство с И. Илиев) МТСП (доклад)
- No Need To Hurry Up? 2005 In Blasser, T. (ed.) Learning to Change. The Experience of Transforming Education in South East Europe]. Budapest. New York. CEU Press. ISBN 6155211965
- Out of the Tunnel: Romani School Desegregation. 2005 In Blasser, T. (ed.) Learning to Change. The Experience of Transforming Education in South East Europe]. Budapest. New York. CEU Press. ISBN 6155211965
- Отвъд митовете и предразсъдъците: Ромите в България. 2012 (в съавторство с М. Методиева, С. Аврамова, Д. Белчева, П. Григорова, А. Пампоров) Фондация „Сорос Румъния“ ISBN 978-606-565-048-0
- Social inclusion and discrimination of Roma in four EU countries. 2012 (co-author with A. Pamporov) In D. Tarnovschi (Ed.) Soros Foundation Romania. ISBN 978-606-565-047-3